# أفراهام شلونسكي
أفراهام شلونسكي Avraham Shlonsky (بالعبرية: אברהם שלונסקי‏) (الروسية: Авраам Шлёнский) (6 مارس 1900 - 18 مايو 1973) شاعر ومحرر ومترجم أدبي إسرائيلي. ولد في الإمبراطورية الروسية.
في عام 1967 حصل على جائزة إسرائيل للأدب.
كان له تأثير في تطوير العبرية الحديثة وأدبها في إسرائيل من خلال ترجماته العديدة المشهود لها للكلاسيكيات الأدبية، خاصة من الروسية، بالإضافة إلى كلاسيكياته الأصلية باللغة العبرية للأطفال.
اشتهر شلونسكي بروح الدعابة، وأطلق عليهي معاصروه من الكتاب لقب «لاشونسكي» (لاشون تعني «لسان» أي «اللغة» في اللغة العبرية) لابتكاراته اللغوية وإبداعاته اللفظية الذكية في اللغة العبرية المتطورة حديثًا.

## سيرة شخصية
ولد أبراهام شلونسكي في عائلة يهودية حسيدية في كريوكوفا التي كانت جزءا من الإمبراطورية الروسية (وكانت تقع في منطقة بولتافا، وتقع الآن في كريمنشوك في أوكرانيا).
كان والده توفيا عضوا في حركة حباد، وكانت والدته تسيبورا ثورية روسية. وله أربعة إخوة نابغون. فأخته الصغرى فيردينا شلونسكي مؤلفة موسيقية وعازفة بيانو. وفي عام 1913، عندما كان شلونسكي في الثالثة عشرة من عمره، أرسل إلى فلسطين العثمانية للدراسة في مدرسة هرتسليا الثانوية العبرية المرموقة في تل أبيب. وعندما اندلعت الحرب العالمية الأولى، عاد إلى أوكرانيا.
وفي عام 1921، انتقلت العائلة بأكملها إلى فلسطين. وعملت توفيا شلونسكي مديرة مستودع ومحاسبة في مصنع شيمن في حيفا. وعمل أفراهام عاملاً يدويًا، فاشتغل في إنشاء الطرق والبناء مع أفراد آخرين من موجة الهجرة الثالثة إلى فلسطين المعروفة باسم عليا الثالثة. وانضم إلى منظمة «جدود هاعافودا» وساعد في إنشاء كيبوتس عين حرود في وادي جيزرئيل. وتزوج من لوسيا لكنه أقام علاقة سرية مع ميرا هورويتز، زوجة صديق وزميل له. وأنجبا طفلاً في عام 1936.
توفي أبراهام شلونسكي في تل أبيب عام 1973.

## مسيرته الأدبية

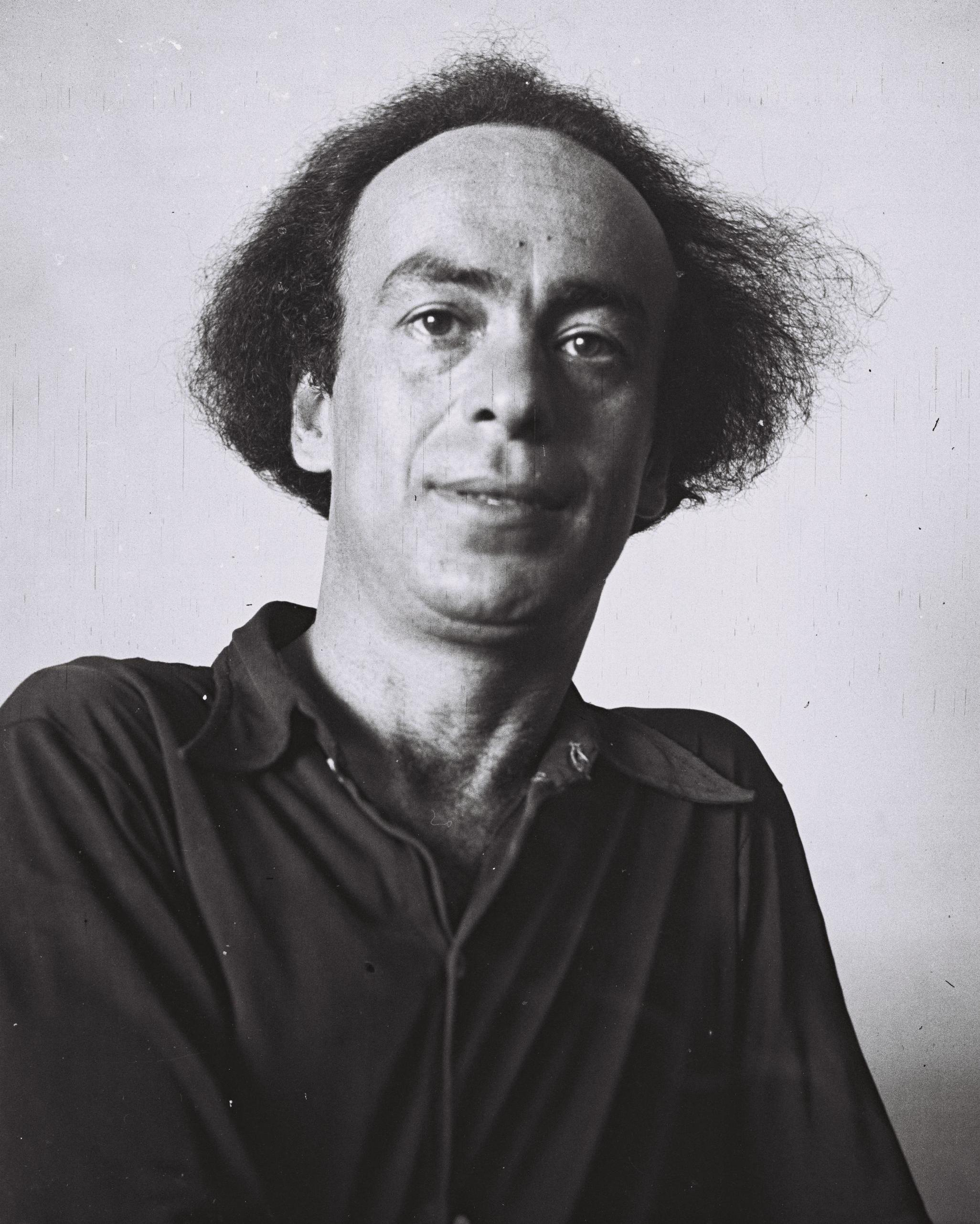
أفراهام شلونسكي، 1936

نشر شلونسكي قصيدته الأولى عام 1919 في صحيفة هاشيلواه. وساهم في الحياة الثقافية اليهودية بأغاني للمسرخ الساخر، بالإضافة إلى حفلات أزياء عيد البوريم اليهودي، التي كانت تقليدًا في تل أبيب. وفي هذه المرحلة المبكرة من بداياته كشاعر، أظهر ميلًا للإبداع اللغوي في الألفاظ والتعابير، ودمج الابتكارات اللغوية في اللغة العبرية التي تم إحياؤها وتطويرها. وخلال هذه الفترة، كان يقوم بتحرير الأعمدة الأدبية في العديد من الصحف.
تدريجيًا، أصبح ممثلاً لمجموعة «المتمردين» التي تمردت على شعر بياليك وجيله، معبرًا عن نفور خاص مما كان يُنظر إليه على أنه كليشيهات مميزة. حاولت المجموعة الجديدة إنشاء شعر نابض بالحياة وشبابي وحيوي، وليس الإبقاء على ما اعتبروه شيئًا ثانويًا من المؤسسة الأدبية. لسنوات - ربما نتيجة لهذا الموقف - لم يتم تدريس شعر شلونسكي في المدارس جنبًا إلى جنب مع القصائد الكلاسيكية لشعراء مثل بياليك وشاؤول تشيرنيخوفسكي ودافيد شمعوني وآخرين.
وفي عام 1933، أسس شلونسكي جريدة «توريم» Turim الأدبية الأسبوعية، والتي كانت مرتبطة بجمعية «ياخداف» التي كان من أهم شعراؤها ناتان ألترمان وليا غولدبرغ. كمحرر، أعطى شلونسكي للشعراء الطموحين فرصة لنشر قصائدهم. استحقت داليا رافيكوفيتش إحدى هذه الفرص عندما نُشرت قصيدتها الأولى في الجريدة الأدبية الفصلية «أورلوغين» Orlogin التي كان يحررها شلونسكي.
اشتهر شلونسكي برعايته لبوريس غابونوف. وكان غابونوف بصفته محررًا لصحيفة الحزب الشيوعي اليومية في مصنع سيارات في جورجيا السوفيتية، قد قام بترجمة الملحمة الجورجية «الفارس في جلد النمر» للشاعر شوتا روستافيلي إلى العبرية.وعمل شلونسكي على نشر هذه الترجمة في إسرائيل، وكان من بين أولئك الذين عملوا على تمكين جابونوف من الهجرة إلى إسرائيل. وعندما هاجر غابونوف، الذي تعلم العبرية من خلال الاستماع إلى إذاعات راديو إسرائيل، إلى إسرائيل كان مريضًا جدًا وقريبًا من الموت. يتذكر مشاهدو التلفزيون الإسرائيلي في ذلك الوقت صورة شلونسكي وهو يضرب رأس جابونوف بطريقة أبوية محبة، بينما كان الأخير مستلقيًا على سريره.
في قصيدة «محنة» يعبر شلونسكي عن المآسي المحيطة باليهود في ذلك الوقت، ويأسف على مصير ضحايا الحرب العالمية الأولى واليهود الذين عانوا من المذابح في أوكرانيا أثناء الثورة البلشفية.
وخلال المحرقة، نشر هو مجموعة أبيات بعنوان (من الظلال المخفية) عبر فيها عن مشاعره من أن تلك هي أحلك فترة في تاريخ البشرية. وأعرب عن أسفه بشكل خاص على مصير اليهود في أوروبا المريضة.

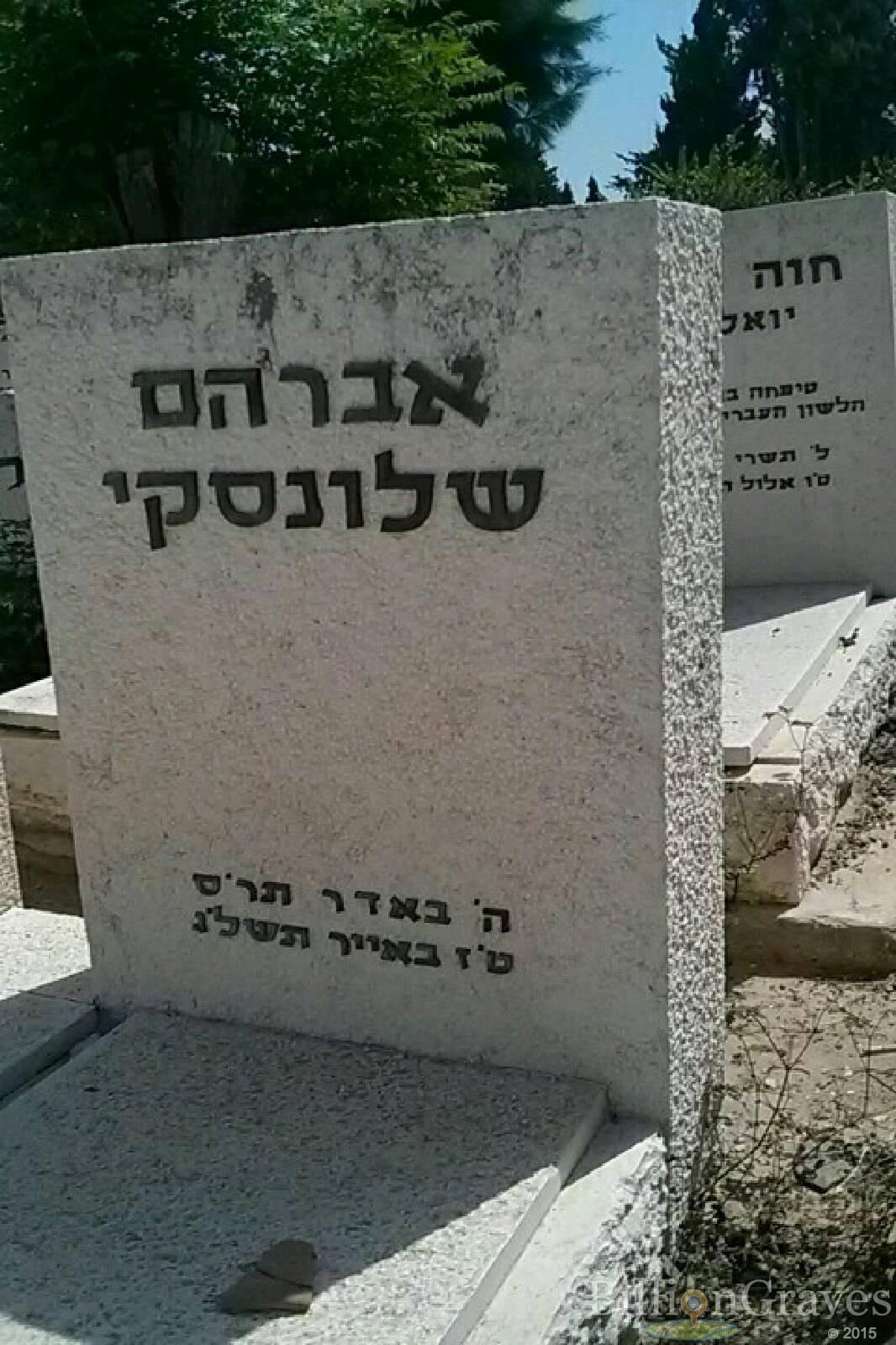
شاهد قبر شلونسكي في قسم الكتاب في مقبرة كريات شاؤول، بجانب مقبرة ناتان الترمان

## الجوائز
- في عام 1946، حصل شلونسكي على جائزة تشيرنيخوفسكي للترجمة المثالية، عن ترجماته لرواية "يفغيني أونيغين" التي كتبها ألكسندر بوشكين ومسرحية هاملت لشكسبير.
- في عام 1959، حصل على جائزة بياليك للأدب (بالاشتراك مع إليعيزر شتاينمان).[9]
- في عام 1967 حصل على جائزة إسرائيل للأدب.[3]